# Button-Lösung
Die sogenannte Button-Lösung ist eine vom deutschen Gesetzgeber 2012 geschaffene Regelung zur Erhöhung der Transparenz im Onlinehandel. Verbraucher sollen genau und sicher erkennen können, wenn ein „Klick“ Geld kostet. Demnach regelt das Gesetz, welche Informationen für die Verbraucher unmittelbar vor Abgabe einer kostenpflichtigen Bestellung im Internet in welcher Form bereitgehalten werden müssen. Mit der Regelung reagiert der Gesetzgeber auf den Missbrauch durch sog. Abofallen im Internet. Die Button-Lösung trat am 1. August 2012 in Kraft und betrifft neben dem gewöhnlichen Handel im Internet auch den Handel über Mobilseiten oder Apps, sowie über Plattformen wie Amazon oder eBay.
Die Button-Lösung wurde ferner Teil der Richtlinie 2011/83/EU, die zum 13. Juni 2014 von den EU-Mitgliedsstaaten umzusetzen war.

## Ausgangspunkt Gesetzesänderung
Grundlage der Änderungen war der 2012 neu gefasste § 312g BGB a.F. Mit der Umsetzung der Richtlinie 2011/83 findet sich die Button-Lösung ab dem 13. Juni 2014 nunmehr gleichlautend geregelt in § 312j BGB.
(2) Bei einem Verbrauchervertrag im elektronischen Geschäftsverkehr, der eine entgeltliche Leistung des Unternehmers zum Gegenstand hat, muss der Unternehmer dem Verbraucher die Informationen gemäß Artikel 246a § 1 Absatz 1 Satz 1 Nummer 1, 4, 5, 11 und 12 des Einführungsgesetz zum Bürgerlichen Gesetzbuche, unmittelbar bevor der Verbraucher seine Bestellung abgibt, klar und verständlich in hervorgehobener Weise zur Verfügung stellen.
(3) Der Unternehmer hat die Bestellsituation bei einem Vertrag nach Absatz 2 so zu gestalten, dass der Verbraucher mit seiner Bestellung ausdrücklich bestätigt, dass er sich zu einer Zahlung verpflichtet. Erfolgt die Bestellung über eine Schaltfläche, ist die Pflicht des Unternehmers aus Satz 1 nur erfüllt, wenn diese Schaltfläche gut lesbar mit nichts anderem als den Wörtern „zahlungspflichtig bestellen“ oder mit einer entsprechenden eindeutigen Formulierung beschriftet ist.
(4) Ein Vertrag nach Absatz 2 kommt nur zustande, wenn der Unternehmer seine Pflicht aus Absatz 3 erfüllt.
Die Neuregelungen betreffen zum einen die richtige Angabe und Platzierung von Pflichtinformationen sowie die richtige Beschriftung des Abschlussbuttons, welcher letztendlich die Bestellung auslöst.

## Pflichtinformationen
Die Neuregelungen zur Button-Lösung betreffen im Wesentlichen den Abschluss des Bestellprozesses (Bestellübersicht). Die nötigen Pflichtinformationen wie Produktmerkmale, Mindestlaufzeit, Gesamtpreis, Versand- und Zusatzkosten müssen klar verständlich und in hervorgehobener Weise (z. B. farbliche Gestaltung) in unmittelbarem, direktem zeitlichen Zusammenhang vor dem Bestellbutton stehen. Folglich müssen alle ablenkenden Elemente zwischen Bestellbutton und Pflichtinformationen entfernt werden. Dazu zählt auch der Hinweis auf das Widerrufsrecht oder die AGB.

## Bestellbutton
Der Button zur Abgabe der Bestellung muss ein einziges Mal am Ende (keine mehrfache Verwendung des Buttons zulässig) der Bestellseite gut sichtbar platziert werden. Bei der Benennung des Buttons lässt der Gesetzgeber verschiedene Alternativen gelten. Grundsätzlich gilt aber auch hier, dass verwirrende und ablenkende Zusätze verboten sind. Der Verbraucher muss bei der Abgabe seiner vertragsrelevanten Erklärung eindeutig und unmissverständlich darüber informiert werden, dass seine Bestellung eine finanzielle Verpflichtung auslöst.

### Zulässige Bezeichnungen
- Kostenpflichtig bestellen
- Zahlungspflichtig bestellen
- Zahlungspflichtigen Vertrag schließen
- Jetzt kaufen

### Unzulässige Bezeichnungen
- Anmeldung
- Bestellen
- Weiter
- Bestellung abgeben
- Bestellen und Kaufen
- Kaufen
- Jetzt freischalten

## Folgen bei Nichteinhaltung
Beim Fehlen des auf die Kostenpflicht hinweisenden Buttons kommt gem. § 312j Abs. 4 BGB kein rechtswirksamer Vertrag zustande. Dies führt ebenso wie das Fehlen der Pflichtinformationen auf der Bestellübersichtsseite dazu, dass dem Verbraucher eine unbegrenzte Rückgabemöglichkeit eingeräumt wird. In jedem Fall liegt ein abmahnfähiger Wettbewerbsverstoß mit den entsprechenden Konsequenzen vor.